# Zamość
Zamość [zamɔɕt ͡ɕ] és una ciutat al sud-est de Polònia, amb 66.633 habitants (2004), situada al Voivodat de Lublin (des de 1999). A una vintena de quilòmetres de la ciutat hi ha el Parc Nacional Roztocze. El centre històric de la ciutat està inscrit en la llista del Patrimoni Mundial de la Humanitat de la UNESCO des del 1992.

## Història
Zamość va ser fundada l'any 1580 pel canceller Hetman (cap de l'exèrcit de la Confederació de Polònia i Lituània Jan Zamoyski, a la ruta comercial que unia Europa de l'Oest i del Nord amb el mar negre, modelada a semblança de les ciutats comercials italianes i construïda durant l'època barroca per l'arquitecte Bernardo Morando, natiu de Pàdua; Zamość continua sent un exemple de ciutat del Renaixement de finals del segle xvi que manté la seva disposició original i les seves fortificacions i un bon nombre d'edificacions que combinen l'arquitectura italiana i la tradicional centreeuropea.
El 1594 es funda a la ciutat l'Acadèmia Zamoyski. Ràpidament va esdevenir una de les institucions més importants d'ensenyament superior de Polònia.
Durant el Repartiment de Polònia, Zamość primer va caure sota control d'Àustria per, posteriorment, passar a ser dominada per Rússia. A la dècada de 1820, els russos van ampliar les fortificacions de la ciutat, amb un gran perjudici estètic per a aquesta, i molts dels seus edificis van passar a ser d'ús militar.
El 1822, uns 2.500 jueus vivien a Zamość (55% de la població total); per 1890 el percentatge n'era d'un 62%. Es concentraven en el comerç i proveïment de les barraques militars de Zamość.
El 1942, la ciutat de Zamość, a causa de la seva fèrtil terra negra, va ser escollida per ser colonitzada per alemanys pel Govern General Nazi com a part del Generalplan Ost (pla nazi de colonització dels territoris ocupats de l'Europa central durant la Segona Guerra Mundial). Els invasors alemanys van planejar la recol·locació d'almenys 60.000 persones d'ètnia alemanya en l'àrea abans del final de 1943 i canviar el nom de la ciutat per HimmlerStadt ('la ciutat de Himmler'). El juny i juliol de 1943 s'hi va realitzar una operació anomenada Wehrwolf I i II per la qual prop de 110.000 persones de 297 aldees van ser enviades a camps de concentració o esclavitzats a Alemanya. Uns 30.000 nens van ser recol·locats en famílies alemanyes per ser germanitzats.
Fins a 1943 els alemanys van aconseguir assentar-hi 8.000 colons, nombre que augmentà després de les expulsions el 1944. El president d'Alemanya Horst Köhler va néixer en una família de colons alemanys a Skierbieszów.
Després de la Segona Guerra Mundial Zamość inicia un període de desenvolupament aprofitant la recuperació de les antigues rutes comercials entre Alemanya i Ucraïna i els ports de la mar Negra.
Entre els anys 1975 i 1998 Zamosc va ser la capital del Voivodat de Zamosc. Amb la reforma realitzada el 1999 va passar a formar part del Voivodat de Lublin

## Persones il·lustres
- Marek Grechuta (1945 - 2006), poeta, compositor i pintor.
- Rosa Luxemburg (1871-1919), militant i teòrica marxista.